# Свол Медоус (Калифорнија)
Свол Медоус (енгл. Swall Meadows) насељено је место без административног статуса у америчкој савезној држави Калифорнија.

## Демографија
По попису из 2010. године број становника је 220.
| Група             | 2000.    | 2010.       |
| Белци             | 0 (0,0%) | 196 (89,1%) |
| Афроамериканци    | 0 (0,0%) | 0 (0,0%)    |
| Азијати           | 0 (0,0%) | 5 (2,3%)    |
| Хиспаноамериканци | 0 (0,0%) | 6 (2,7%)    |
| Укупно            | 0        | 220         |